# منتدى التقدم والتنمية في أمريكا الجنوبية
منتدى التقدم والتنمية في أمريكا الجنوبية ( FPDSA ؛ الإسبانية ، PROSUR ,PROSUL ) هي مبادرة اقترحها الرئيس من شيلي ، سيباستيان بينيرا ، مع نظيره الكولومبي ، إيفان دوكي ، لإنشاء هيئة تكامل لتحل محل اتحاد دول أمريكا الجنوبية اليساري .